# The Unanswered Question
The Unanswered Question (La Question sans réponse) est une œuvre pour ensemble de cordes, trompette solo et quatuor à vent composée en 1908 par Charles Ives.

## Histoire
Elle est composée en 1908. Elle est alors associée à Central Park in the Dark sous le titre Two Contemplations.
Charles Ives revoit ensuite cette œuvre en 1930-1935.
L'œuvre n'est créée que le 11 mai 1946 par l'orchestre de chambre de la Juilliard School, dans sa première version. La version révisée n'est créée qu'en mars 1984, par l'American Composers Orchestra dirigé par Dennis Russell Davies.

## Effectif
- Quatre flûtes (ou deux flûtes, un hautbois, une clarinette)
- une trompette (ou hautbois, cor anglais ou clarinette)
- un ensemble de cordes (quintette ou orchestre)[1]

## Emplois au cinéma
Leonard Bernstein a repris le titre de cette œuvre pour des leçons données en 1973, qui ont été filmées sous le titre The Unanswered Question: Six Talks at Harvard (1976).
The Unanswered Question a séduit de nombreux réalisateurs qui l'ont intégrée dans un de leurs films :
- 1998 : Cours, Lola, cours de Tom Tykwer ;
- 1998 : La Ligne rouge de Terrence Malick ;
- 2005 : À travers la forêt de Jean-Paul Civeyrac ;
- 2015 : Valley of Love de Guillaume Nicloux ;

Elle apparaît aussi dans deux biopics de 2016 : Emily Dickinson, a Quiet Passion de Terence Davies, et Neruda de Pablo Larraín.